# 2019 год в истории метрополитена
В этой статье перечисляются основные  события из истории метрополитенов в 2019 году. Полужирным шрифтом выделены открытия новых транспортных систем.

## События

### Первое полугодие

#### Январь
- 1 января — проезд в Самарском метрополитене подорожал с 25 до 28 рублей[1].
- 11 января — продлена Четвёртая линия Чунцинского метрополитена на 1 станцию и открыта связанная с ней пересадкой станция «Миньаньдадао» Кольцевой линии[2].
- 22 января — открыта новая Третья линия метрополитена Сантьяго длиной 20 км с 18 станциями[3].
- 23 января — открыт Вэньчжоуский метрополитен в составе одной линии длиной 34,4 км с 12 станциями. Ещё три промежуточные станции не были открыты[4].
- 25 января — открыт Ноидский метрополитен в составе одной линии длиной 29,7 км с 21 станцией[5].
- 31 января — продлена Пятая линия Тяньцзиньского метрополитена на 2 км и 1 станцию[6].

#### Февраль
- 7 февраля — проезд в Харьковском метрополитене временно подорожал с 5 до 8 гривен. 19 февраля решение об изменении тарифов отменено судом[7].
- 10 февраля — продлена Синяя линия Ченнайского метрополитена на 9,7 км и 7 станций[8].
- 19 февраля — продлена Вторая линия Уханьского метрополитена на 13,4 км и 10 станций[9].

#### Март
- 2 марта — открыта станция «Прувенсана» на южном участке линии 10 Барселонского метрополитена[10].
- 3 марта — продлена линия монорельса Мумбаи на 10,7 км и 8 станций[11].
- 4 марта — открыт Гуджаратский метрополитен в составе одной линии длиной 6,5 км с 6 станциями[12].
- 8 марта:
  - открыт Нагпурский метрополитен в составе одной линии длиной 13,5 км с 11 станциями[13].
  - продлена Красная линия Делийского метрополитена на 9,6 км и 8 станций[14].
  - продлена единственная линия метрополитена Лакхнау на юг на 2,6 км и 2 станции и на север на 12,6 км и 12 станций[15].
- 9 марта — продлена Синяя линия Делийского метрополитена на 6,6 км и 6 станций[16][14].
- 20 марта — продлена Синяя линия Хайдарабадского метрополитена на 10 км и 8 станций[17].
- 23 марта — открыта станция «Арройофресно» на Седьмой линии Мадридского метрополитена[18].
- 24 марта — открыт метрополитен Джакарты в составе одной линии длиной 15,7 км с 13 станциями[19].
- 30 марта:
  - после реконструкции открыт участок «Лехель тер» — «Уйпешт-Кёзпонт» линии M3 Будапештского метрополитена с 6 станциями[20].
  - закрыта для проведения реконструкции, а также для включения в состав Большой кольцевой линии станция «Каховская» Московского метрополитена[21].

#### Апрель
- 1 апреля — открыт Цзинаньский метрополитен в составе одной линии длиной 26,2 км с 11 станциями.[22].
- 6 апреля — закрыт на реконструкцию участок «Надьварад тер» — «Кёбанья-Кишпешт» линии M3 Будапештского метрополитена с 5 станциями[20].
- 7 апреля — открыта Шестая линия Тегеранского метрополитена длиной 9 км с 3 станциями[23].
- 8 апреля — открыта станция «Кампу Белу» на Пятой линии метрополитена Сан-Паулу[24].
- 10 апреля — продлена Первая линия Харбинского метрополитена на 8,8 км и 4 станции[25][26].
- 25 апреля — открыта Вторая линия Панамского метрополитена длиной 22 км с 16 станциями[27].
- 26 апреля — открыта Вторая линия метрополитена Фучжоу длиной 30 км с 22 станциями[28].

#### Май
- 8 мая — открыт метрополитен Дохи в составе одной линии длиной 40 км с 13 станциями[29].
- 15 мая — Подорожание проезда в Екатеринбургском метрополитене с 28 до 32 рублей[30].
- 20 мая — открыта Пятая линия Чжэнчжоуского метрополитена длиной 40,4 км с 31 станцией[31].
- 25 мая — открыта Девятая линия Шэньянского метрополитена длиной 29 км с 22 станциями[32].
- 26 мая:
  - открыт Сиднейский метрополитен в составе одной линии длиной 36 км с 13 станциями[33].
  - открыта Четвёртая линия метрополитена Чаньши длиной 33,5 км с 25 станциями[34].

#### Июнь
- 3 июня:
  - открыта Некрасовская линия Московского метрополитена длиной 6,9 км с 4 станциями[35]: «Некрасовка», «Лухмановская», «Улица Дмитриевского» и «Косино».
  - продлена линия E метрополитена Буэнос-Айреса на 2 км и 3 станции[36].
- 6 июня — открыта Третья линия Наньнинского метрополитена длиной 27,9 км с 23 станциями[37].
- 11 июня — продлена линия лёгкого метро Джакарты на 5,8 км и 5 станций[19].
- 15 июня — продлена Третья линия Каирского метрополитена на 4 км и 3 станции[38].
- 20 июня — продлена Сокольническая линия Московского метрополитена на 9,4 км и 4 станции[39][40]: «Филатов Луг», «Прокшино», «Ольховая» и «Коммунарка».
- 23 июня — открыт Ланьчжоуский метрополитен в составе одной линии длиной 26,8 км с 20 станциями[41].
- 24 июня — открыта Пятая линия Ханчжоуского метрополитена длиной 16,2 км с 12 станциями[42].
- 26 июня — продлена Первая линия Шицзячжуанского метрополитена метрополитена на 10,4 км и 6 станций[43].
- 28 июня — продлена Первая линия метрополитена Урумчи на 10,7 км и 9 станций[44].
- 30 июня:
  - открыта Третья линия метрополитена Нинбо длиной 16,7 км с 15 станциями[45].
  - продлена Вторая линия Наньчанского метрополитена на 11,9 км и 11 станций[46].

### Второе полугодие

#### Июль
- 27 июля — продлена Вторая линия Мешхедского метрополитена на 1 станцию[47].
- 30 июля — в Московском метрополитене произошла авария двух поездов «Яуза» в оборотном тупике станции «Каширская».

#### Август
- 2 августа — в Московском метрополитене в результате аварии 30 июля полностью прекращена эксплуатация вагонов серии «Яуза».
- 9 августа — продлена линия Сукхумвит Бангкокского метрополитена на 1,4 км и 1 станцию[48].
- 26 августа — продлена Пятнадцатая линия метрополитена Сан-Паулу на 1 станцию[24].

#### Сентябрь
- 4 сентября — продлена единственная линия Кочинского метрополитена на 5,5 км и 5 станций[49].
- 15 сентября — продление линии М2 Варшавского метрополитена на 3,1 км и 3 станции[50].
- 19 сентября — открыта Четырнадцатая линия Чжэнчжоуского метрополитена длиной 7,5 км с 6 станциями[31].
- 21 сентября:
  - открыт Чанчжоуский метрополитен в составе одной линии длиной 34,2 км с 30 станциями[51].
  - продлена Синяя линия Бангкокского метрополитена на 8 км и 4 станции[48].
- 25 сентября — продлена Четвёртая линия Уханьского метрополитена на 16,3 км и 9 станций[9].
- 26 сентября — продлена Первая линия Сианьского метрополитена на 6,1 км и 4 станции[52].
- 28 сентября:
  - открыт Сюйчжоуский метрополитен в составе одной линии длиной 22 км с 18 станциями[53].
  - открыта линия Кимпхо Голдлайн метрополитена Сеульского столичного региона длиной 23,7 км с 10 станциями[54].
  - продлена Третья линия метрополитена Нинбо на 5,6 км и 3 станции[45].
  - продлена Шестая линия Тегеранского метрополитена на 1 км и 1 станцию[23].
  - продлена Первая линия метрополитена Уси на 5,2 км и 3 станций[55].
  - продлена Пятая линия Шэньчжэньского метрополитена на 7,6 км и 5 станций[56].
- 29 сентября:
  - открыта Кольцевая линия Копенгагенского метрополитена длиной 15,5 км с 17 станциями[57].
  - открыта линия в Аэропорт Сианьского метрополитена длиной 29,31 км с 9 станциями[52].
- 30 сентября — продлена линия B Роттердамского метрополитена на 24 км и 8 станций[58][59].

#### Октябрь
- 1 октября — продлена линия монорельса Нахи на 4,1 км и 4 станции[60].
- 3 октября — продлена Фрунзенско-Приморская линия Петербургского метрополитена на 6,1 км и 3 станции[61]: «Проспект Славы», «Дунайская» и «Шушары».
- 4 октября — открыта Серая линия Делийского метрополитена длиной 4,3 км с 3 станциями[14].
- 16 октября — переименована станция Харьковского метрополитена «Московский проспект» в «Турбоатом»[62].
- 18-20 октября — закрыт метрополитен Сантьяго из-за протестов в столице[63]. Из 136 станций 77 были повреждены, в том числе 6 станций на линиях 4 и 4А полностью сожжены[64]. На части из них продолжаются восстановительные работы, к 5 ноября работали 83 станции[65], а к 30 декабря — 111 из 136[66].
- 26 октября — закрыта Каховская линия Московского метрополитена с 2 оставшимися станциями для проведения реконструкции и включения в состав Большой кольцевой линии[67].

#### Ноябрь
- 2 ноября — открыта станция «Канберра» на линии Север-Юг Сингапурского метрополитена[68].
- 6 ноября — продлена Восьмая линия Уханьского метрополитена на 4,86 км и 3 станции[9].
- 21 ноября:
  - открыта Золотая линия метрополитена Дохи длиной 14 км с 11 станциями[29].
  - продлена Первая линия Чжэнчжоуского метрополитена на 1,4 км и 1 станцию[31].
- 29 ноября — продлена Синяя линия Хайдарабадского метрополитена на 1,5 км и 1 станцию[17].

#### Декабрь
- 4 декабря — продлена линия Сукхумвит Бангкокского метрополитена на 3,3 км и 4 станции[48].
- 8 декабря — продлена Девятая линия Шэньчжэньского метрополитена на 10,8 км и 10 станций[56].
- 9 декабря — открыта станция «Олденфельде» на линии U1 Гамбургского метрополитена[69].
- 10 декабря:
  - открыт лёгкий метрополитен Макао в составе одной линии длиной 9,3 км с 11 станциями[70].
  - открыта Зелёная линия метрополитена Дохи длиной 22 км с 11 станции[29].
  - продлена Красная линия метрополитена Дохи на 3 станций на север и на 1 на ответвлении в аэропорт. Её общая длина достигла 40 км[29].
- 16 декабря:
  - продлена Вторая линия метрополитена Циндао на 4,2 км и 4 станции[71][72].
  - продлена Вторая линия Марсельского метрополитена на 0,9 км и 1 станцию[73].
  - продлена Пятнадцатая линия метрополитена Сан-Паулу на 4 км и 3 станции[24][74].
- 21 декабря — продлена Шестая линия Сеульского метрополитена на 1,3 км и 1 станцию[54].
- 25 декабря:
  - открыта Третья линия Сучжоуского метрополитена длиной 45,3 км с 37 станциями[75].
  - открыта Вторая линия Сямыньского метрополитена длиной 41,6 км с 29 станциями[76].
- 26 декабря — открыта Третья линия Хэфэйского метрополитена длиной 37,2 км с 33 станциями[77].
- 27 декабря — открыта Пятая линия метрополитена Чэнду длиной 49 км с 41 станцией, а также продлена Десятая линия на 27,1 км и 10 станций[78].
- 28 декабря:
  - открыта Третья линия Цзинаньского метрополитена длиной 21,6 км с 12 станциями[79].
  - продлены линии Пекинского метрополитена: Седьмая — на 8 станций, линия Батун — на 1 станцию, и открыта станция «Цинхэ» на Тринадцатой линии[80].
  - продлена Восьмая линия Гуанчжоуского метрополитена на 1,8 км и 2 станции[81].
  - продлена Первая линия Гуйянского метрополитена на 1,1 км и 1 станцию[82].
  - продлена Первая линия Тяньцзиньского метрополитена на 4 станции[6].
  - продлена Вторая линия Чжэнчжоуского метрополитена на 10,3 км и 6 станций[31].
- 29 декабря — открыт метрополитен Хух-Хото в составе одной линии длиной 21,7 км с 20 станциями[83].
- 30 декабря — продлены линии Чунцинского метрополитена: Первая — на 1 станцию и Кольцевая — на 9,5 км и 5 станций[2].

## Происшествия
| Дата    | Метро                   | Погибли | Пострадали                        | Описание |
| ------- | ----------------------- | ------- | --------------------------------- | --- |
| 21 мая  | Московский метрополитен | 0       | 0                                 | В 18:40 вечера сразу три поезда остановились в тоннеле на Большой кольцевой линии московского метро. Сбой произошел между станциями Шелепиха и Хорошёвская. В течение следующих нескольких часов происходила эвакуация более чем 1000 пассажиров. |
| 30 июля | Московский метрополитен | 0       | 1 (машинист неисправного состава) | На уклоне станции «Каширская» при следовании в оборотный тупик произошло столкновение двух поездов. Авария произошла в результате самопроизвольного отпуска тормозов неисправного состава. При этом повреждены автосцепки обоих составов. Из-за произошедшего ЧП было принято решение организовать временное движение между станциями «Каширская» и «Варшавская» по челночной схеме до полного устранения последствий аварии. Эта авария послужила причиной досрочного прекращения эксплуатации поездов «Яуза» на Московском метрополитене. Причем из эксплуатации были выведены обе эксплуатируемые на тот момент модификации поездов «Яуза»: 81-720/721 — это поезда, которые непосредственно оказались участниками столкновения; и более новые, с асинхронными тяговыми двигателями, 81-720.1/721.1. |